# Glenea fasciculosa
Glenea fasciculosa é uma espécie de escaravelho da família Cerambycidae. Foi descrito por Stephan von Breuning.